# François Lafaye-des-Rabiers
Pour les articles homonymes, voir Lafaye.
François Lafaye-des-Rabiers est un homme politique français né le 15 février 1752 à Châtignac (Charente) et mort à une date inconnue.

## Biographie
François Lafaye-des-Rabiers est le fils de Barthélemy de Lafaye et de Marie Anne Joubert.
Procureur syndic du district de Barbezieux, il est député de la Charente de 1791 à 1792. Il est ensuite juge au tribunal civil de Barbezieux.

## Sources
- « François Lafaye-des-Rabiers », dans Adolphe Robert et Gaston Cougny, Dictionnaire des parlementaires français, Edgar Bourloton, 1889-1891 [détail de l’édition]